# Falç
|  | No s'ha de confondre amb fals. |

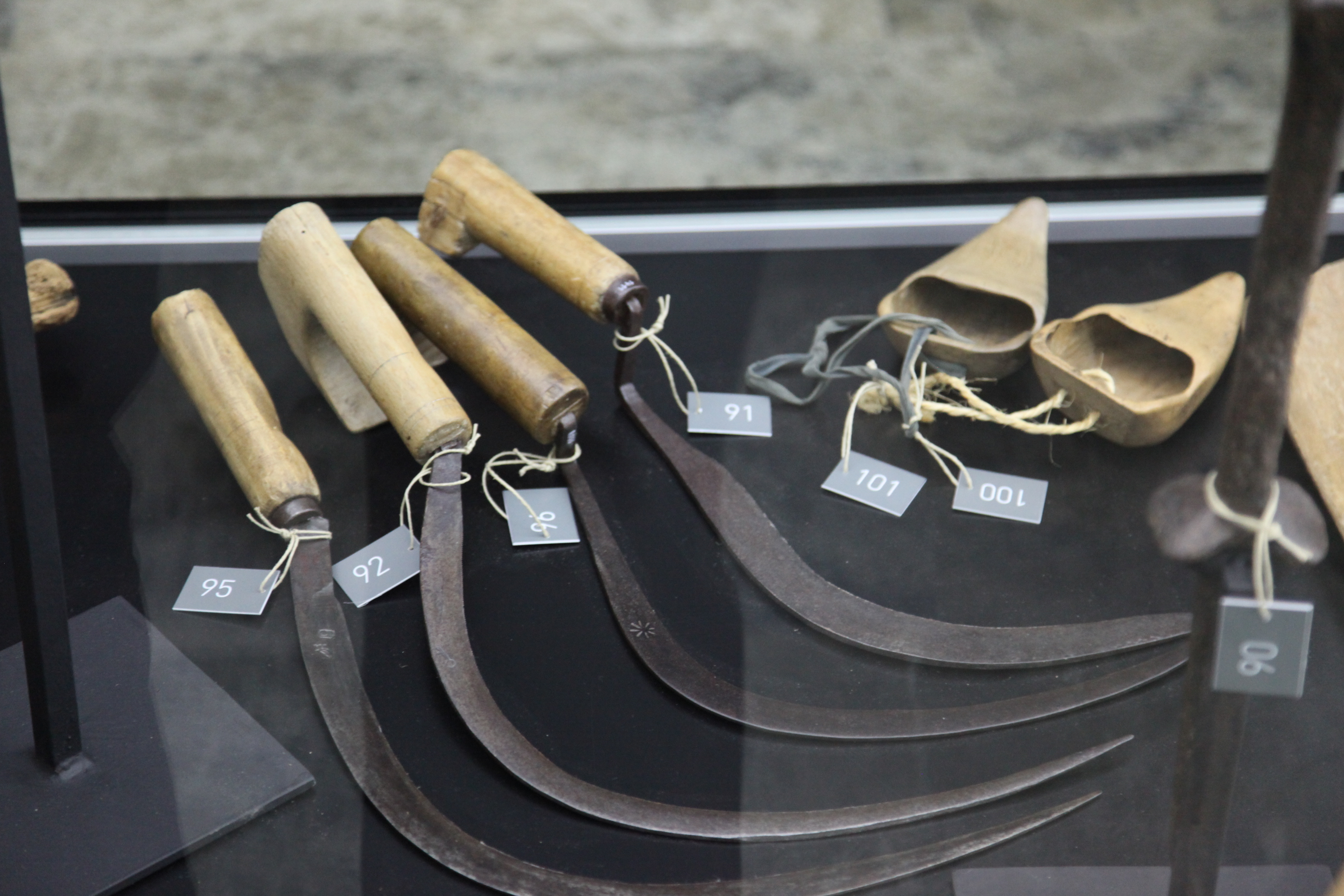
Tipus diferents de corbelles utilitzades al cultiu de l'arròs. Exposició permanent del Museu Valencià d'Etnologia, sala l'Horta i la Marjal

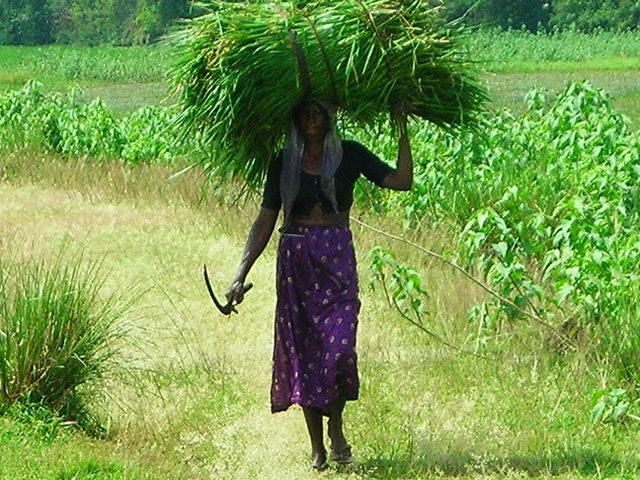
Dona amb falç transportant espigues segades

La falç o corbella és una eina agrícola d'una sola mà dissenyada amb fulles de diferents corbes que s'utilitza habitualment per collir cereals o tallar farratge per alimentar el bestiar. Des de l'inici de l'edat del ferro han evolucionat centenars de variants, inicialment de ferro i més tard d'acer.
Consta d'una làmina corbada de metall amb la part interna o còncava esmolada i proveïda d'un mànec curt del mateix material o de fusta. El seu mecanisme d'acció consisteix a capturar les tiges del cereal abraçant-les amb la curvatura i segar-les lliscant amb la part tallant. Utilitza el mateix sistema que la dalla però a escala més petita i, per tant, amb menor rendiment.

## Història

### Pre-Neolític

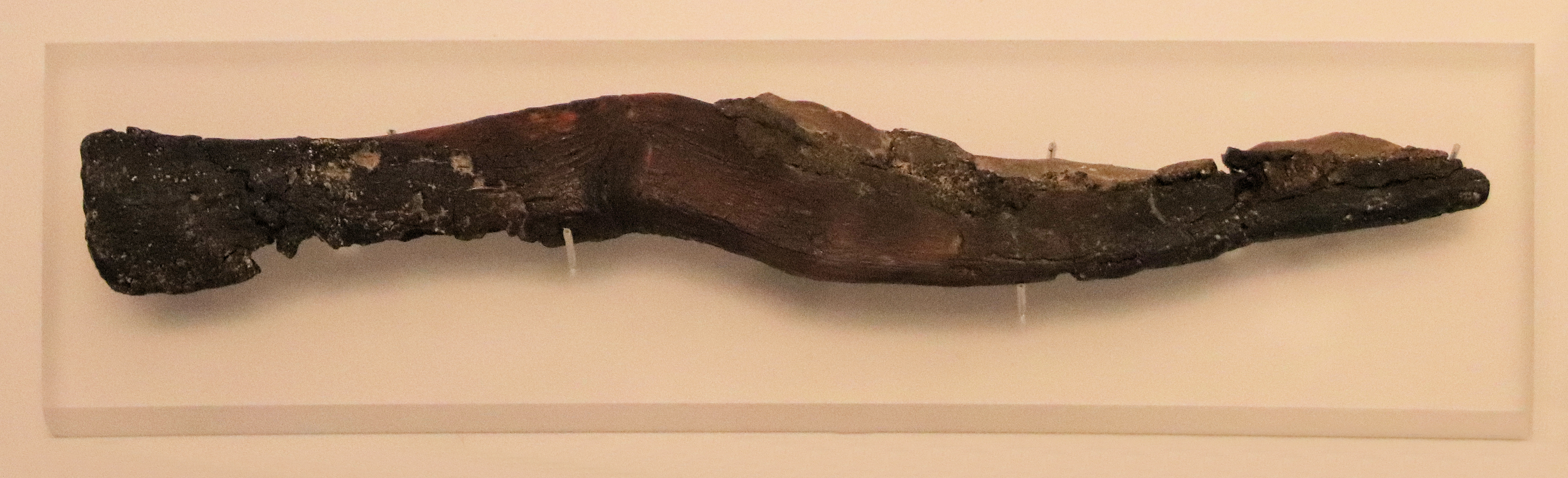
Una falç molt primerenca, c. 7000 aC, de sílex i resina, de la cultura tahuniana, trobada a la cova de Nahal Hemar, ara al Museu d'Israel.

El desenvolupament de la falç a Mesopotàmia es remunta a èpoques anteriors al Neolític. S'han excavat grans quantitats de fulles de falç als jaciments que envolten Israel que s'han datat a l'era epipaleolítica (18000-8000 aC). Les excavacions formals a Wadi Ziqlab, Jordània, han descobert diverses formes de fulles de falç primerenques. Els artefactes recuperats oscil·laven entre 10 i 20 cm de llarg i posseeixen una vora dentada. Aquest complex disseny dentat, a imitació de les dents humanes, va mostrar un major grau de dificultat en el disseny i la fabricació que la majoria dels altres artefactes descobertes. Les fulles de falç trobades durant aquest temps eren fetes de sílex, rectes i s'utilitzaven amb més moviments de serra que amb el disseny corbat més modern. S'han descobert sílex d'aquestes falçs prop del mont Carmel, que suggereixen la collita de grans de la zona fa uns 10.000 anys.

### Neolític

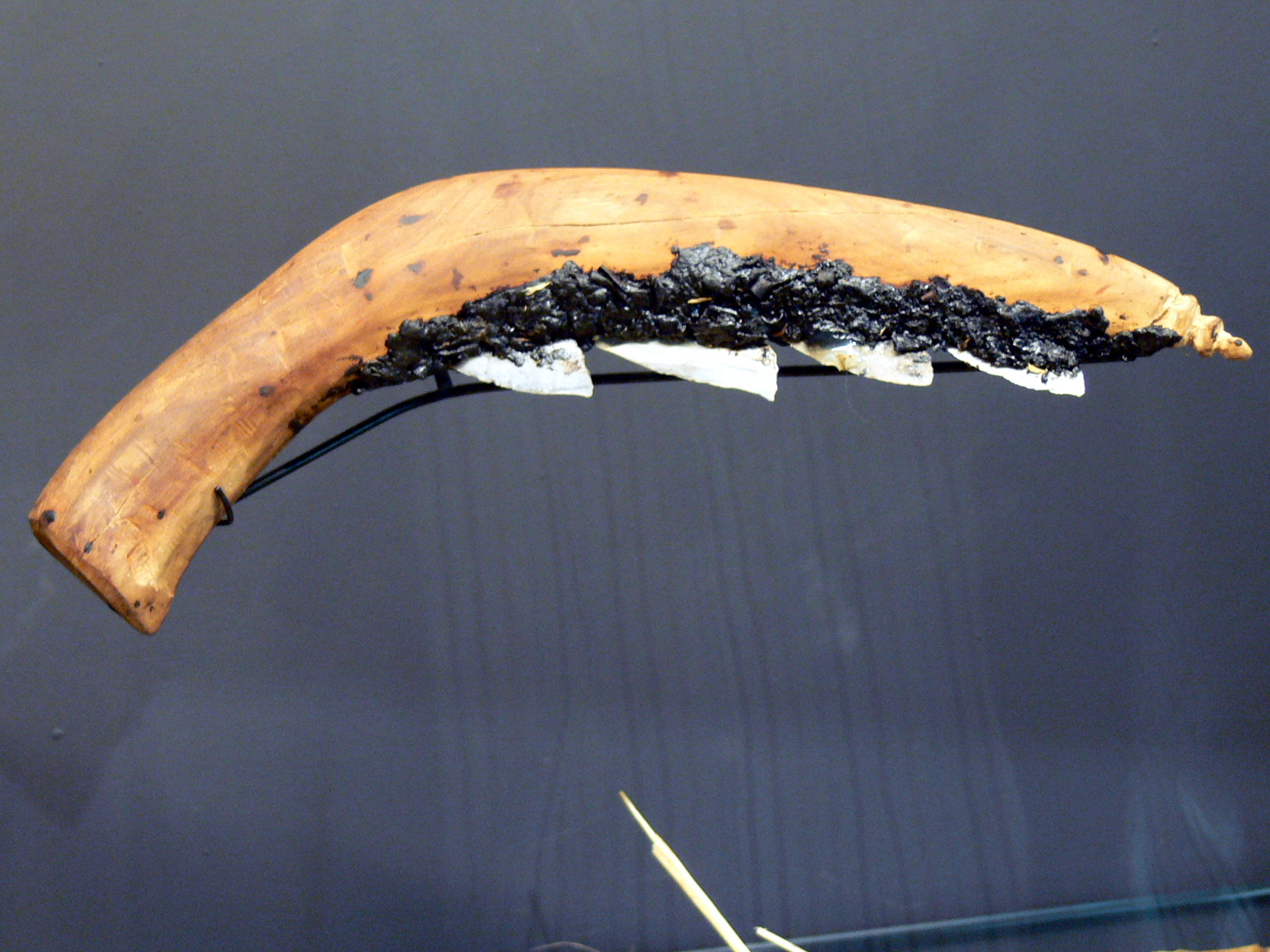
Falç neolítica

La falç va tenir un profund impacte en la revolució agrícola ajudant en la transició a l'agricultura i l'estil de vida basat en els cultius. Ara s'accepta que l'ús de la falç va portar directament a la domesticació de les herbes salvatges del Pròxim Orient. La investigació sobre el domini de la producció de cereals silvestres sota els primers cultius va trobar que l'ús de la falç en la collita era fonamental per a la gent de la Mesopotàmia primitiva. El petit creixement a la zona i el paper crític del gra a finals del Neolític van promoure una inversió més gran en el disseny i la fabricació de falç sobre altres eines. Fins i tot es van estandarditzar les mesures de la falç perquè la substitució o la reparació pogués ser més immediata. Era important que el gra es collís en el moment adequat en una determinada cota perquè la següent cota es pogués collir en el moment adequat. La falç va proporcionar una opció més eficient per recollir el gra i va accelerar significativament els desenvolupaments de l'agricultura primerenca.

### Edat del Bronze
La falç es va mantenir com una eina d'ús comú a l'edat del bronze, tant a l'Antic Pròxim Orient com a Europa. S'han trobat nombroses falçs dipositades en tesorells en el context de la cultura dels camps d'urnes europeus (com per exemple a Atresor de Frankleben), que suggereix un significat simbòlic o religiós associat a l'artefacte.
En terminologia arqueològica, les falç de l'edat del bronze es classifiquen pel mètode de fixació del mànec. Per exemple, la falç de pom (alemany Knopfsichel) s'anomena així a causa d'un pom que sobresurt a la base de la fulla que aparentment servia per estabilitzar la fixació de la fulla al mànec.

### Edat del Ferro

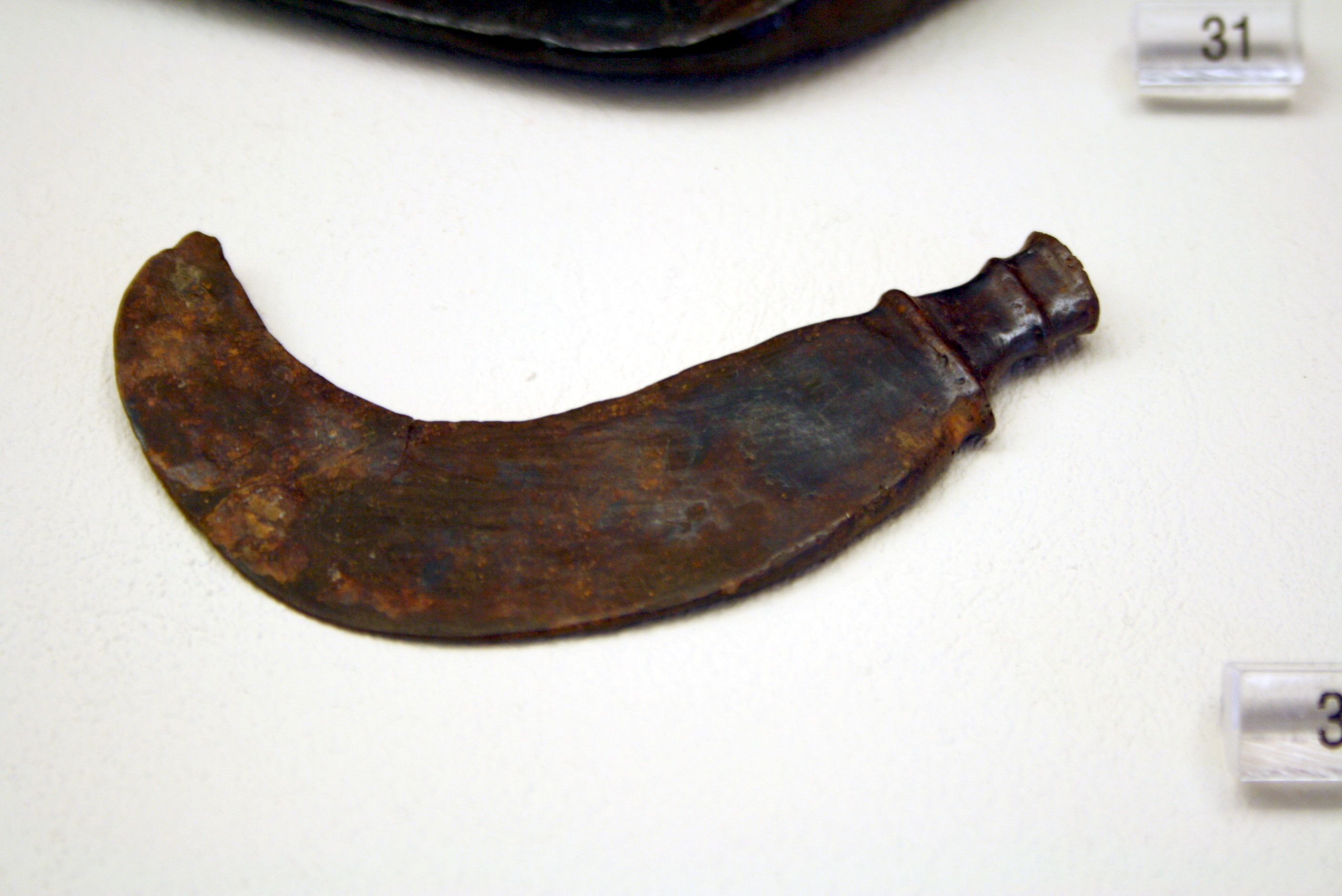
Falç de ferro grega antiga, ara al Museu Arqueològic de Kerameikos, a Atenes.

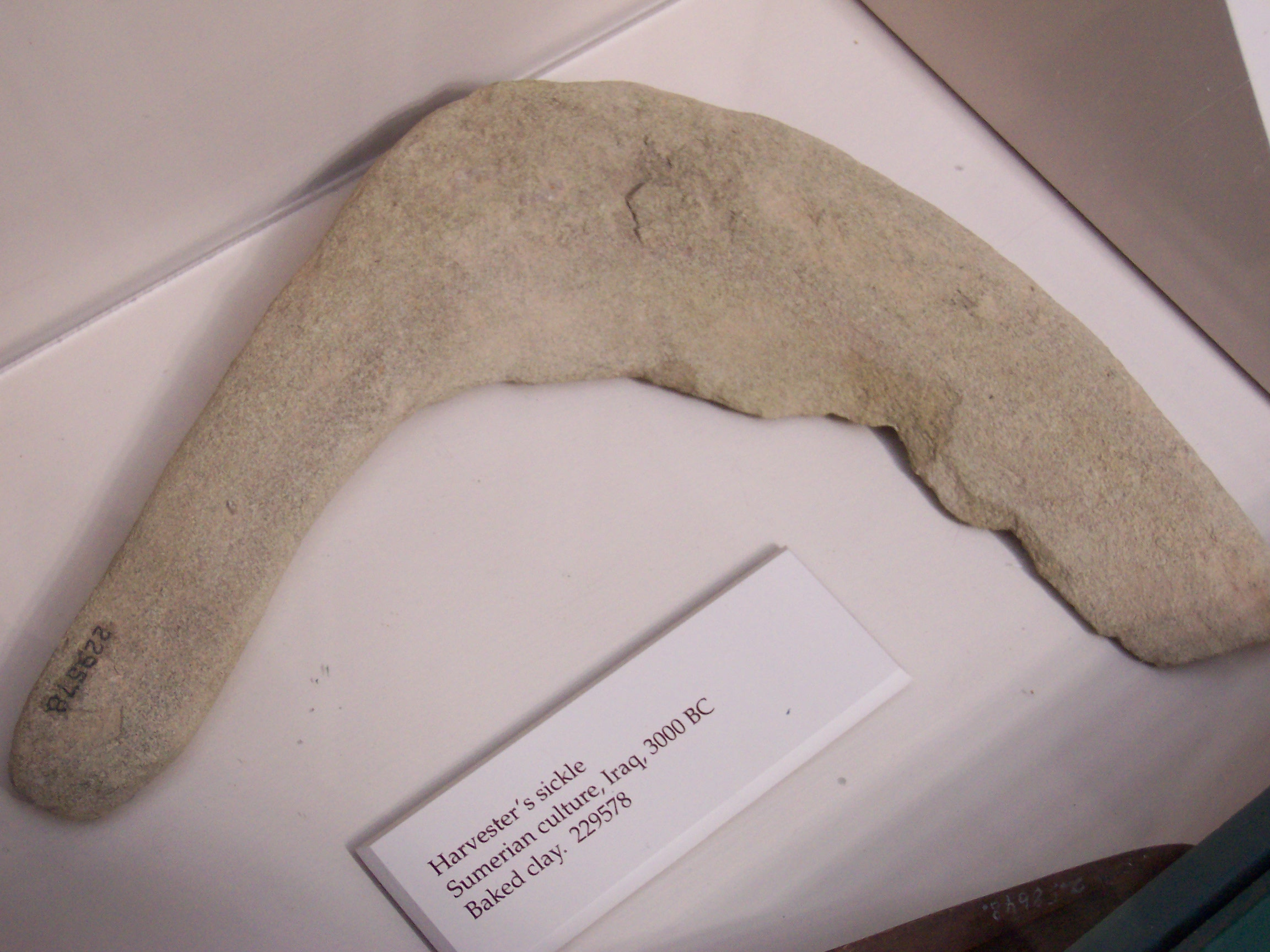
Falç d'argila cuita de Sumer 3000 aC

La falç va tenir un paper destacat en el ritual dels druides del roure i el vesc, tal com es descriuen a partir d'un sol passatge de la Història natural de Plini el Vell:
| « | Un sacerdot vestit amb vestidures blanques s'enfila a l'arbre i, amb una falç d'or, talla el vesc, que queda atrapat en un mantell blanc. Aleshores, finalment, maten les víctimes, pregant a un déu que faci el seu regal propici a aquells a qui l'ha atorgat. Creuen que el vesc donat en beguda donarà fertilitat a qualsevol animal estèril i que és un antídot contra tots els verins. | » |

A causa d'aquest passatge, malgrat que Plini no indica la font en què va basar aquest relat, algunes branques del neodruïdisme han adoptat la falç com a eina ritual.

#### Amèrica

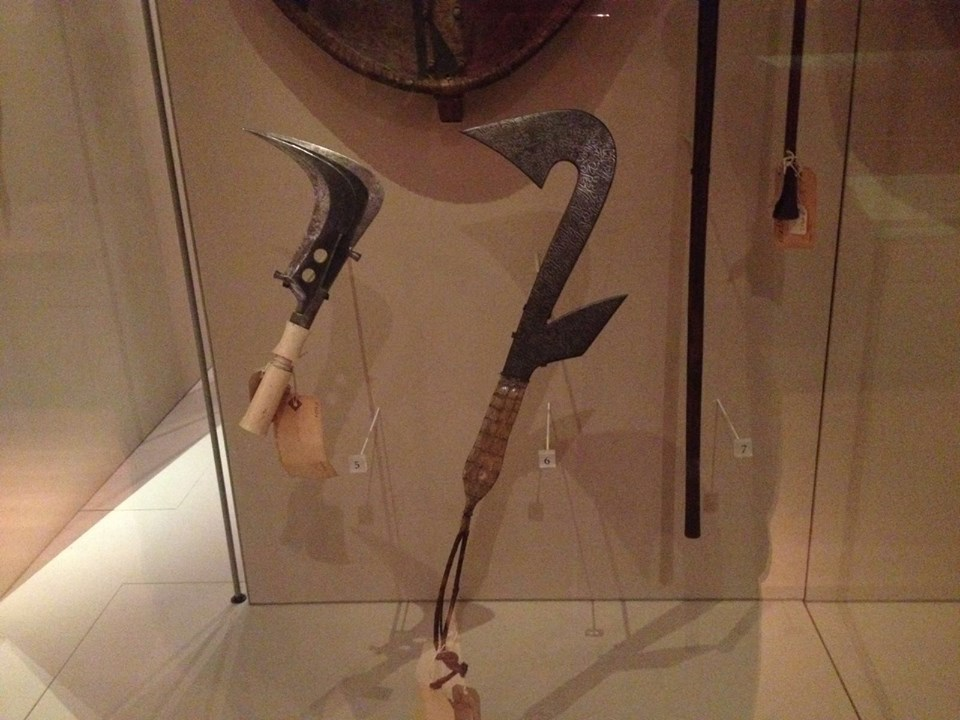
Falç congolesa, o Trumbash, (esquerra) i rèplica del ganivet de llançament (dreta) al Museu de Manchester

S'han descobert falçs indígenes al sud-oest d'Amèrica del Nord amb un disseny únic. Hi ha proves que els illencs de Kodiak tenien per tallar l'herba "falç fetes amb un omòplat afilat d'animal". Els artefactes trobats a l'actual Arizona i Nou Mèxic s'assemblen a eines corbes que es van fer amb les banyes d'ovelles de muntanya. S'han descobert falç fetes d'un altre material, com la falç de Caddo, que es va fer amb una mandíbula de cérvol. Les escriptures dels primers indígenes documenten l'ús d'aquestes falç en el tall de l'herba. Els instruments tenien entre 13 i 16 polzades de la punta al mànec. Diverses altres excavacions a l'est d'Arizona van descobrir falç de fusta que tenien una forma similar. Les nanses de les eines ajuden a descriure com es va subjectar l'eina de manera que la part interior que contenia la superfície de tall també pogués servir com a superfície de recollida del gra. Les falç s'esmolaven rascant una vora bisellada amb una eina gruixuda. Aquesta acció ha deixat empremtes en artefactes que s'han trobat. El procés d'esmolat va ser necessari per evitar que el tall no s'embotisés després d'un ús prolongat. Es veu que la vora està força polida, cosa que en part demostra que l'instrument s'utilitzava per tallar herba. Després de la recollida, l'herba s'usava com a material per crear estores i roba de llit. La falç en general proporcionava la comoditat de tallar l'herba així com de recollir-la en un sol pas. En els temps moderns, la falç s'utilitza a Amèrica del Sud com a eina per collir arròs. Els raïms d'arròs es cullen amb l'instrument i es deixen assecar al sol.

### Edat contemporània
Per a evitar ferides en la mà que no accionava l'eina, els segadors duien una mena d'esclop de fusta (l'esclopet) en l'altra mà que la protegia del tallant de la falç. També les cames anaven protegides d'una manera similar.
A gran part del món es va passar sense transició de segar amb la falç a fer-ho amb màquines recol·lectores.

## Usos

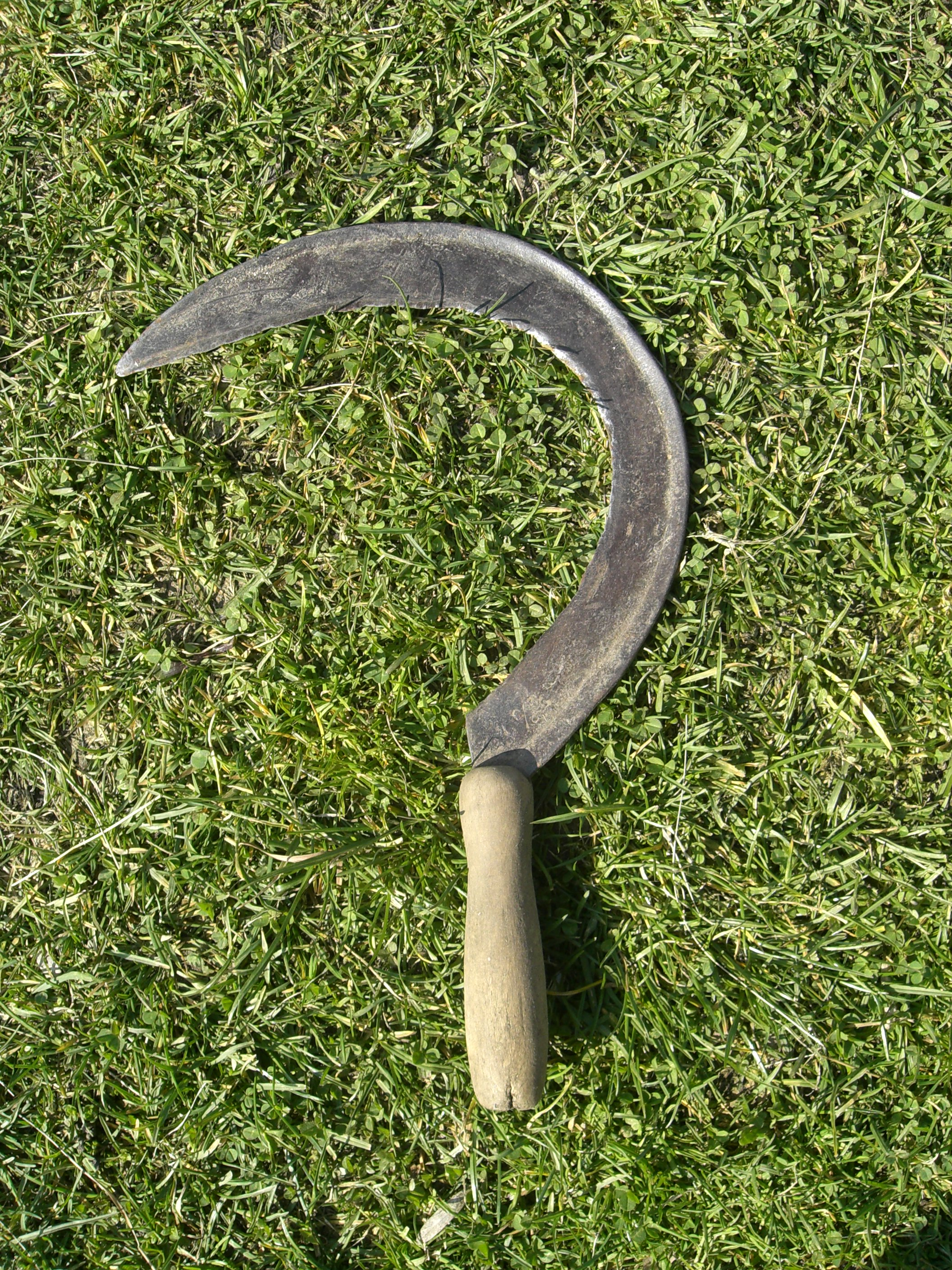
Falç de recol·lecció moderna

### Agrícola
L'ús agrícola és pel qual fou inventada i creada la falç. L'interior de la corba de la fulla és nítida, de manera que l'usuari pot girar-la contra la base del cultiu, agafant les tiges a la corba i tallant-les al mateix temps. El material que s'ha de tallar es pot subjectar en un munt a l'altra mà (per exemple quan es sega), subjectar-se amb un pal de fusta o deixar lliure. Quan es manté en un munt, l'acció de la falç sol ser cap a l'usuari (d'esquerra a dreta per a un usuari dretà), però quan s'utilitza lliure, la falç se sol moure en sentit contrari.
Per collir el blat es pot utilitzar una falç dentada, amb les espigues amuntegades a la mà lliure tal com s'ha descrit anteriorment. Després d'això, la palla es talla amb una dalla. D'altra banda, la civada i l'ordi simplement es tallen. La raó d'això és que la palla de blat, a diferència de la civada o l'ordi, és més suau i només és apta per a la roba de llit o el farratge, era un cultiu valuós, emprat per a la palla, i sotmetre-la a la batuda d'un margal l'hauria inutilitzat per a aquest propòsit.
Les fulles dels models de falç destinats principalment al tall de l'herba de vegades estan "coblades", és a dir, es desplacen cap avall del mànec, la qual cosa facilita mantenir la fulla més a prop del terra. Les falç que s'utilitzen per a la sega no es beneficien d'aquesta característica perquè els cereals no solen tallar-se tan a prop de la superfície del sòl. En canvi, el que distingeix aquest darrer grup són les seves vores sovint (encara que no sempre) serrades.
Una fulla que s'utilitza regularment per tallar les tiges riques en sílice dels cultius de cereals adquireix un patró de desgast o brillantor característic.

### Arma
Com dalles, forques, i altres eines de conreu, la falç es pot utilitzar com a arma de tall improvisada. Alguns exemples inclouen el kusarigama i el kama japonesos, les falç de pollastre xineses i el makraka del poble Zande del nord d'Àfrica central. Paulus Hector Mair, l'autor d'un manual de combat renaixentista alemany també té un capítol sobre la lluita amb falç. És particularment freqüent a les arts marcials de Malàisia, Indonèsia i les Filipines. A Indonèsia, la falç nativa coneguda com celurit s'associa comunament amb el poble madurès, utilitzada tant per a la lluita com com a eina domèstica.

## Classificació
- Tallador de planter: espècie de falç amb la fulla gran i robusta que té el tall en la part exterior i que serveix per tallar porcions de terra amb planter (gassons).[11]
- Corbellot de segar: en aquesta eina, el mànec i la fulla semicircular estan en plànols paral·lels, connectats per dos colzes. Així la fulla pot tallar més pegada a terra que la de la corbella ordinària, i la mà queda més protegida. S'utilitza per a conreus com l'alfals; anomenant-se també corbella d'alfals.[12][13]
- Corbellot d'esporgar: el mànec presenta una petita motlura a l'extrem inferior. La fulla ix en el mateix plànol del mànec. Es diferencien dues varietats, una més gran per a esporgar oliveres i una altra més menuda per vinyes. També poden utilitzar-se per a fer llenya de branques fines. La tècnica consisteix en agafar la branca o sarment que es vol tallar amb una mà mentre es colpeja amb el corbellot a l'altra.
- Corbellot de netejar: el mànec té una llargària de dues mans i la fulla corbada és estreta. La tècnica consisteix en ficar l'eina entre els albarzers dels ribassos i estirar cap a fora amb les dues mans.[12]
- Corbellotet: és semblant al corbellot, però de dimensions més reduïdes. Serveix per  a veremar, tallant el peduncle del raïm.[12]
- Corbella canemera: segueix el disseny general de les corbelles però el cos és més gros i ample. Normalment el tall no està dentat però, com que es tracta d'una eina amb moltes variants per fer-la més polivalent, pot trobar-se amb fulla dentada i amb o sense colzes prop del mànec. Una versió d'aquesta corbella és el falç de fil d'Elx, que s'utilitza per a segar forment.[14]

## Simbologia i cultura popular
- La falç ha estat un símbol de les reivindicacions catalanes des de la revolta popular del Corpus de Sang dels segadors entrant a Barcelona queixant-se per la política centralista i absolutista del compte duc d'Olivares, que va desembocar en la Guerra dels Segadors del 1640. Antoni Rovira i Virgili la va anomenar la falç deslliuradora.[15] Aquesta eina apareix com a tal en el «bon cop de falç» de l'himne nacional de Catalunya.[16] També apareix en refranys populars com "el juny la falç al puny".[17]
- La falç i el martell és el símbol de la unió d'obrers i camperols, apareixia en la bandera de la Unió Soviètica i com a símbol dels partits comunistes arreu del món. En aquest sentit, Ovidi Montllor parla de la corbella, físicament i simbòlicament, a la seva cançó reivindicativa o revolucionària "La samarreta", del 1977: "No he pogut eixir al carrer / ni treballar el meu ofici: fer de ferrer./ He hagut de, en el camp, guanyar jornals. / Així la gent ja no em veia. / Jo treballava amb la corbella. / I dins de tots aquests mals, / sé treballar ambdues coses: / amb el martell i la corbella."[18]
- A l'antiguitat s'associava a la mort, la qual segava la vida com la falç les herbes. Posteriorment aquest simbolisme va ser associat a la dalla.
- Tàcit informa que les falçes d'or s'utilitzaven en els rituals druides.
- Manuscrit de Paulus Hector Mair Dresd. C 93 inclou un apartat sobre l'aplicació marcial de la falç.
- Tres (o dues) falçs entrellaçades eren la insígnia heràldica de la família Hungerford medieval.